# Estació de Vilanova del Camí
Vilanova del Camí és una estació de la línia R6 i R60 de la Línia Llobregat-Anoia de FGC situada a l'est del nucli urbà de Vilanova del Camí a la comarca de l'Anoia. Aquesta estació es va inaugurar el 1893.
| Línia Llobregat-Anoia de FGC |                       |       |          |                        |
| Procedència/Destinació       | <                     | Línia | >        | Procedència/Destinació |
| Barcelona - Pl. Espanya      | La Pobla de Claramunt |       | Igualada | Igualada               |
| Barcelona - Pl. Espanya      | La Pobla de Claramunt |       | Igualada | Igualada               |

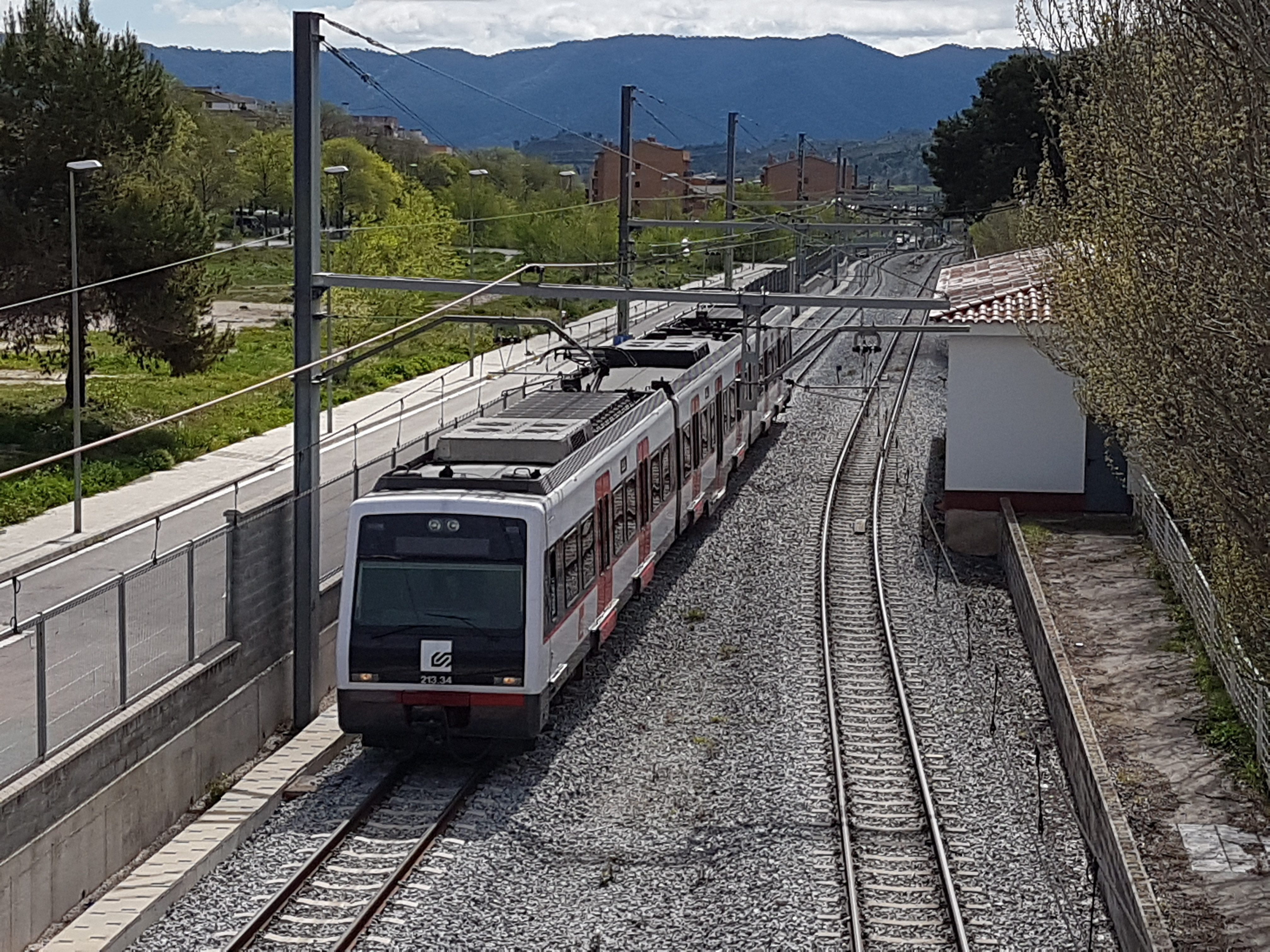
Unitat 213.34 s'aproxima a l'estació
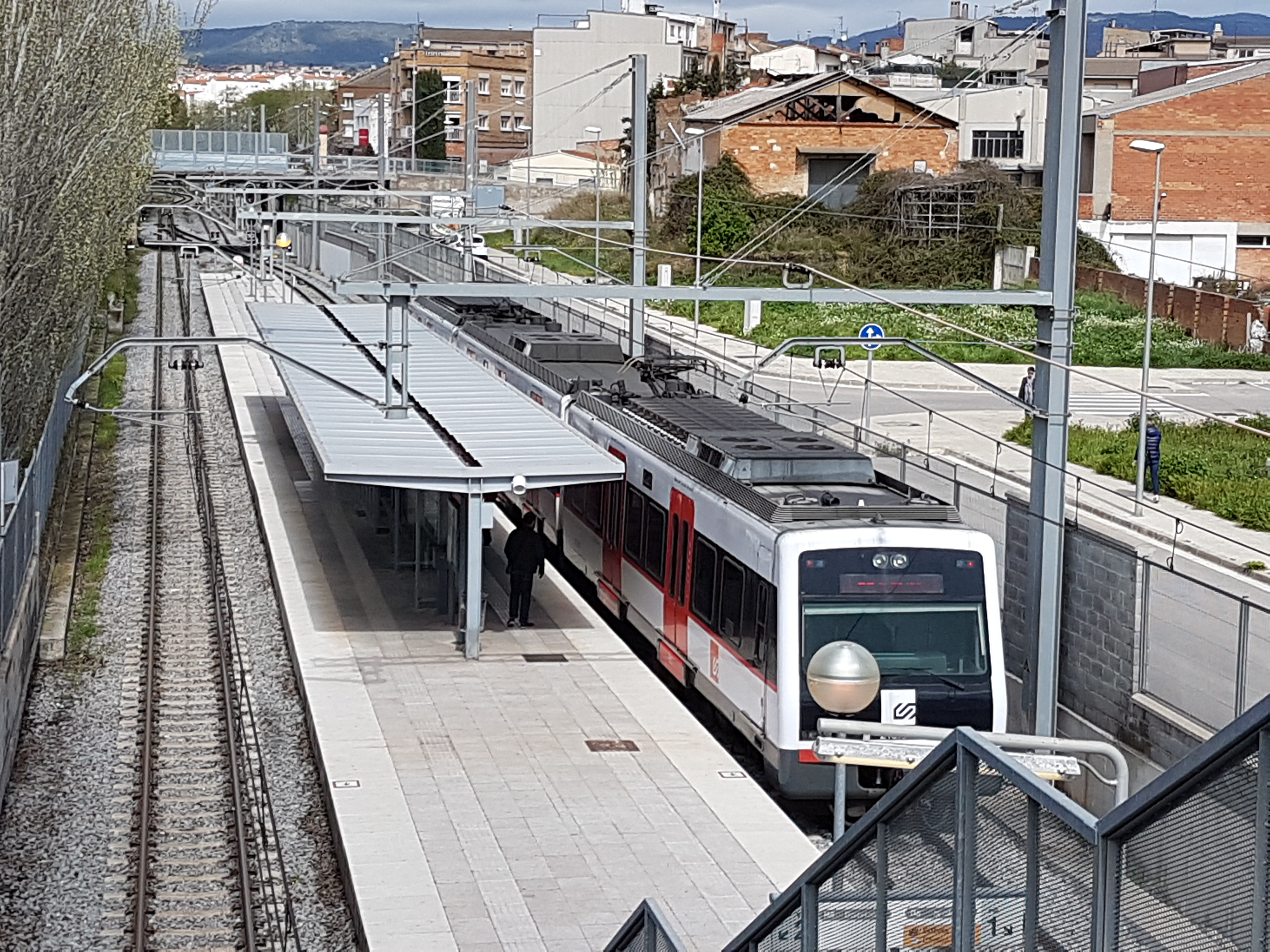
R6 procedent de Barcelona efectua parada
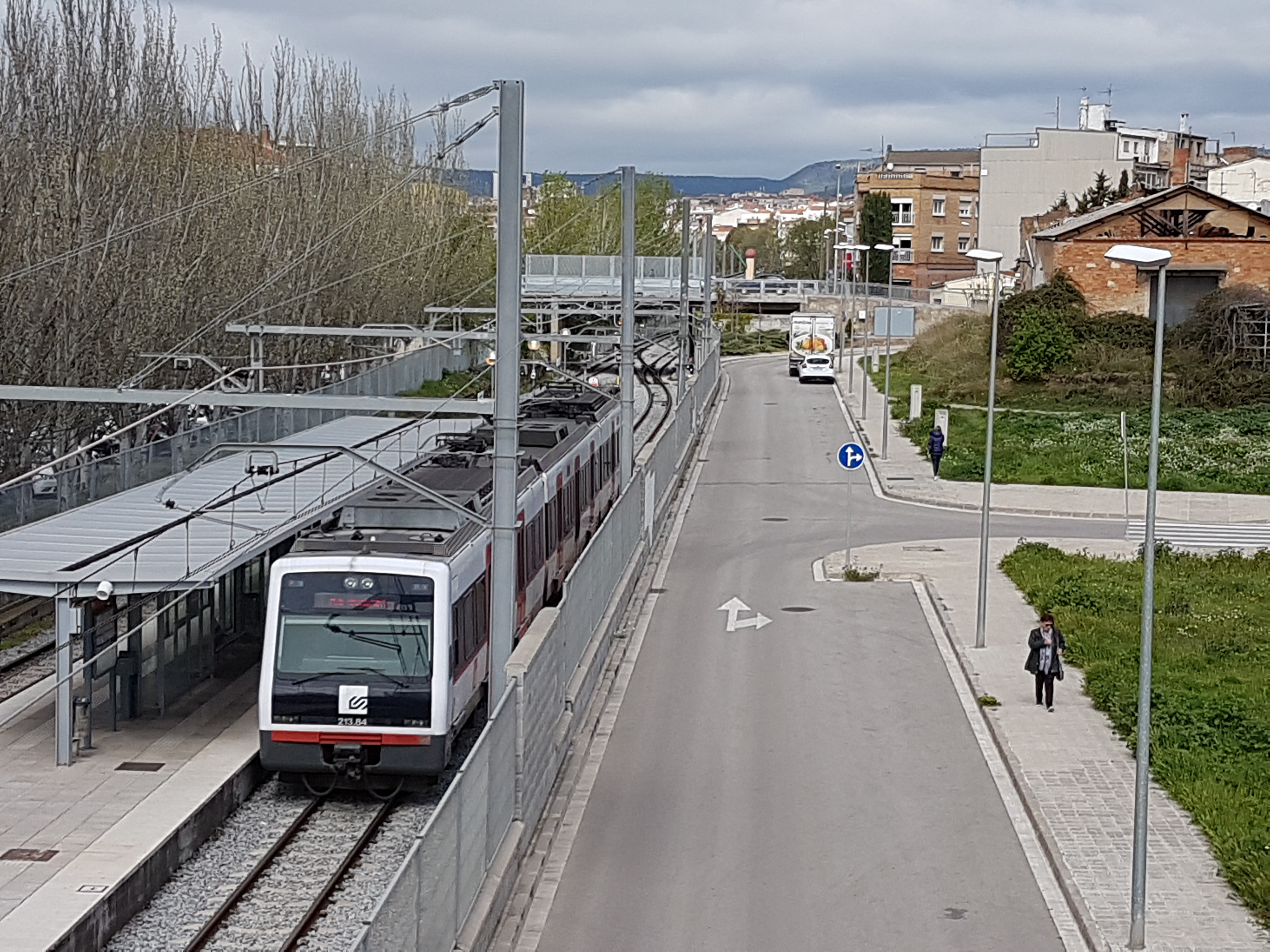
R6 direcció Igualada